# フラッシュ・キャディラック&ザ・コンチネンタル・キッズ
フラッシュ・キャディラック&ザ・コンチネンタル・キッズ (Flash Cadillac & the Continental Kids)、後のフラッシュ・キャディラック (Flash Cadillac) は、アメリカ合衆国のレトロ・ロックンロール・バンドで、特に1973年の映画『アメリカン・グラフィティ』への出演で知られた。

## 歴史
このバンドは1969年、コロラド州ボルダーのコロラド大学で、キーボードのクリス・モウ (Kris Moe)、ギターのリン・フィリップス (Linn Phillips)、ベースのウォーレン・ナイト (Warren Knight)、ドラムスのハロルド・フィールデン (Harold Fielden) に、もうひとりのギターでフロントマンのミック・"フラッシュ"・マンレサ (Mick "Flash" Manresa) によって結成された。このバンドは、ボルダーのバー「The Sink」の裏方として過ごしていたヒューイ・プラムリー (Hughey Plumley) から、「フラッシュ・キャデラック&ザ・コンティネンタル・キッズ (Flash Cadillac & the Continental Kids)」と名付けられ、彼は面白がってバンド名をひねり出したのであった。
ジョージ・ルーカスの出世作となった1973年の映画『アメリカン・グラフィティ』に出演した彼らは、高校のダンス・パーティーの場面でステージ上で演奏する「ハービー&ザ・ハートビーツ (Herby and the Heartbeats)」として、「アット・ザ・ホップ（踊りにいこうよ） (At the Hop)」と「ルイ・ルイ (Louie, Louie)」のカバーと、オリジナル曲「She's So Fine」を披露した。彼らが演奏した「アット・ザ・ホップ」は、1973年にシングルとしてリリースされた。
フラッシュ・キャディラックは、1970年代には、リンジー・ディ・ポールとバリー・ブルーが書いた「ダンスでごきげん (Dancin' (on a Saturday Night)」や、「懐かしのロックンロール (Good Times, Rock and Roll)」、「愛しのブギー (Did You Boogie (With Your Baby))」など、チャート入りするヒットも出した。「Dancin' (On A Saturday Night)」は、1974年にスウェーデンでトップ10入りのヒットとなった。
1975年には、テレビのシットコム『ハッピーデイズ 』に出演して「ジョニー・フィッシュ&ザ・フィンズ (Johnny Fish & the Fins)」として演奏を披露した。
1977年、彼らは、ロイ・ウッドが書いてウィザードとして発表した「シー・マイ・ベイビー・ジャイヴ (See My Baby Jive)」のカバーをリリースした。

## ディスコグラフィ
- 1972 : Flash Cadillac & The Continental Kids
- 1974 : There's No Face Like Chrome
- 1975 : Rock & Roll Forever (Two disc compilation album)
- 1975 : Sons of the Beaches
- 1988 : Later Than Midnight
- 1994 : Night at the Symphony (with the Colorado Springs Symphony)

### シングル
| 年   | 曲                                                   | レーベル               | 最高位         | 最高位       | 最高位               | 最高位 |
| 年   | 曲                                                   | レーベル               | US (Billboard) | US (Cashbox) | US (Radio & Records) | AUS)   |
| ---- | ---------------------------------------------------- | ---------------------- | -------------- | ------------ | -------------------- | ------ |
| 1974 | ダンスでごきげん ("Dancin' (on a Saturday Night)")   | エピック               | 93             | 79           | —                    | —      |
| 1975 | 懐かしのロックンロール ("Good Times, Rock and Roll") | プライベート・ストック | 41             | 45           | —                    | —      |
| 1976 | 愛しのブギー ("Did You Boogie (With Your Baby)")     | プライベート・ストック | 29             | 25           | 22                   | 32     |